# Prunay-en-Yvelines
Prunay-en-Yvelines és un municipi francès, situat al departament d'Yvelines i a la regió de Illa de França. L'any 2007 tenia 815 habitants.
Forma part del cantó de Rambouillet, del districte de Rambouillet i de la Comunitat d'aglomeració Rambouillet Territoires.

## Demografia

### Població
El 2007 la població de fet de Prunay-en-Yvelines era de 815 persones. Hi havia 308 famílies, de les quals 64 eren unipersonals (40 homes vivint sols i 24 dones vivint soles), 84 parelles sense fills, 136 parelles amb fills i 24 famílies monoparentals amb fills.
La població ha evolucionat segons el següent gràfic:
Habitants censats

### Habitatges
El 2007 hi havia 361 habitatges, 310 eren l'habitatge principal de la família, 34 eren segones residències i 16 estaven desocupats. 351 eren cases i 8 eren apartaments. Dels 310 habitatges principals, 273 estaven ocupats pels seus propietaris, 28 estaven llogats i ocupats pels llogaters i 9 estaven cedits a títol gratuït; 4 tenien una cambra, 12 en tenien dues, 32 en tenien tres, 70 en tenien quatre i 192 en tenien cinc o més. 253 habitatges disposaven pel capbaix d'una plaça de pàrquing. A 119 habitatges hi havia un automòbil i a 172 n'hi havia dos o més.

### Piràmide de població
La piràmide de població per edats i sexe el 2009 era:
| Homes | Edats   | Dones |
| ----- | ------- | ----- |
| 0     | 95 o +  | 0     |
| 4     | 90 a 94 | 0     |
| 12    | 85 a 89 | 4     |
| 0     | 80 a 84 | 0     |
| 12    | 75 a 79 | 16    |
| 4     | 70 a 74 | 8     |
| 16    | 65 a 69 | 12    |
| 8     | 60 a 64 | 4     |
| 32    | 55 a 59 | 16    |
| 48    | 50 a 54 | 44    |
| 36    | 45 a 49 | 44    |
| 48    | 40 a 44 | 48    |
| 28    | 35 a 39 | 32    |
| 24    | 30 a 34 | 28    |
| 20    | 25 a 29 | 4     |
| 36    | 20 a 24 | 20    |
| 32    | 15 a 19 | 36    |
| 24    | 10 a 14 | 32    |
| 28    | 5 a 9   | 32    |
| 16    | 0 a 4   | 28    |

## Economia
El 2007 la població en edat de treballar era de 572 persones, 423 eren actives i 149 eren inactives. De les 423 persones actives 395 estaven ocupades (223 homes i 172 dones) i 28 estaven aturades (9 homes i 19 dones). De les 149 persones inactives 55 estaven jubilades, 58 estaven estudiant i 36 estaven classificades com a «altres inactius».

### Ingressos
El 2009 a Prunay-en-Yvelines hi havia 308 unitats fiscals que integraven 843 persones, la mediana anual d'ingressos fiscals per persona era de 26.067 €.

### Activitats econòmiques
Dels 30 establiments que hi havia el 2007, 7 eren d'empreses de construcció, 9 d'empreses de comerç i reparació d'automòbils, 3 d'empreses de transport, 1 d'una empresa d'hostatgeria i restauració, 4 d'empreses d'informació i comunicació, 2 d'empreses immobiliàries, 3 d'empreses de serveis i 1 d'una entitat de l'administració pública.
Dels 8 establiments de servei als particulars que hi havia el 2009, 2 eren tallers de reparació d'automòbils i de material agrícola, 1 paleta, 1 fusteria i 4 lampisteries.
L'any 2000 a Prunay-en-Yvelines hi havia 17 explotacions agrícoles.

## Equipaments sanitaris i escolars
El 2009 hi havia una escola elemental.

## Poblacions més properes
El següent diagrama mostra les poblacions més properes.